# Zerbombt
Zerbombt ist das erste Theaterstück der britischen Dramatikerin Sarah Kane. Es wurde im Januar 1995 am Londoner Royal Court Theatre uraufgeführt.

## Handlung
Das Stück ist aufgeteilt in fünf Szenen, alle finden statt in einem Hotelzimmer in Leeds. Dramatis personae sind der Journalist Ian, seine ehemalige Liebschaft Cate und ein Soldat. Ian ist todkrank und begehrt Cate, wenn auch nur vorrangig sexuell. Cate wiederum will nichts mehr von Ian wissen, findet ihn teilweise sogar abstoßend. Ian nötigt die stotternde Cate zu sexuellen Handlungen und vergewaltigt sie. Ian leidet unter Verfolgungswahn und denkt, dass Menschen, die ihn töten wollen, ihm im Hotel auflauern. Tatsächlich dringt ein Soldat ins Hotelzimmer ein, nachdem Cate durchs Badezimmerfenster geflohen ist. Der Soldat berichtet Ian von den Grausamkeiten des Krieges und übt ebendiese an Ian aus, indem er ihn auszieht, ihn fesselt, seine Augen aussaugt und isst und ihn vergewaltigt. Danach erschießt er sich selbst. Cate kehrt zurück mit einem Baby, um das sie sich kümmern will. Kurze Zeit später stirbt das Baby. Cate verlässt das Hotel erneut, um in der Stadt Essen zu besorgen. In der Zeit, in der sie weg ist, isst Ian das tote Baby. Cate kommt am Ende mit Essen zurück und füttert den hilflosen Ian.

## Form
Sarah Kane zeigt extreme Formen von Misshandlung, Abhängigkeit und Erniedrigung in Zerbombt. Diese werden nicht nur durch die Geschehnisse dargestellt, sondern finden sich auch in der Sprache, die aus unfertigen, aneinander vorbei gesprochenen Sätzen besteht. Die drei Figuren sind jede für sich gefangen im Konflikt und gleichzeitig einem realen Konflikt, dem Bürgerkrieg und dessen Auswirkungen, ausgesetzt. Trotzdem schafft Kane es, die Protagonisten noch Gefühle wie Fürsorge, Mitleid oder Trauer spüren zu lassen, so wie in der Szene, in der Cate den blinden und gedemütigten Ian, ihren früheren Vergewaltiger, füttert. Kanes Thema der Liebe erhält durch den Zusammenhang der Grausamkeit und Gewalt einen verzweifelten und fatalistischen Beigeschmack, und ihre Darstellung sorgte für heftige Kontroversen.

## Reaktionen
Sarah Kane wurden mutwillige eindimensionale Provokation vorgeworfen, ebenso wie der extreme Naturalismus des Stückes Lob fand. Kritiker warfen ihr den kindlichen Wunsch zu schockieren vor; andere wiederum empfanden das Konstrukt einer destruktiven Beziehung im Zusammenhang mit der Zerstörung der realen Welt als genial. Die Folge waren zahlreiche europaweite Aufführungen von Zerbombt.